# Peppino Tanti
Giuseppe Tanti, detto Peppino (Sennori, 24 agosto 1941), è un ex sollevatore italiano.

## Biografia
Nato a Sennori, in provincia di Sassari, nel 1941, gareggiava nella classe di peso dei 60 kg (pesi piuma).
Ha rappresentato l'Italia ai Giochi del Mediterraneo di Tunisi 1967, vincendo la medaglia d'oro nei −56 kg, precedendo sul podio il francese Jean-Pierre Meurat ed il libanese Baydhoune Sala.
A 31 anni ha partecipato ai Giochi olimpici di Monaco di Baviera 1972, nei pesi piuma (60 kg), terminando all'8º posto, con 367,5 kg alzati, dei quali 120 nella distensione lenta, 107,5 nello strappo e 140 nello slancio.
Quattro anni dopo ha preso parte alle Olimpiadi di Montréal 1976, di nuovo nei pesi piuma, arrivando 10º, alzando un totale di 247,5 kg, 110 nello strappo e 137,5 nello slancio.
Ha partecipato a 4 edizioni dei Mondiali, arrivando 12º a Varsavia 1969, 6º a Columbus 1970 e Lima 1971 e 7º a L'Avana 1973.
Nel 1970 ha preso parte agli Europei di Szombathely.
In seguito è diventato presidente della Polisportiva Sassarese.

## Palmarès
- Giochi del Mediterraneo

Tunisi 1967: oro nei −56 kg.